# Kráľov Brod
Kráľov Brod (maďarsky Királyrév) je obec na Slovensku v okrese Galanta. Dne 31. 12. 2015 zde žilo 1 183 obyvatel. Součástí obce jsou místní části Slovenské Pole a Máčonáš. V obci se nachází římskokatolický kostel sv. Imricha z roku 1836.

## Historie
Na území dnešní obce existovala ve středověku obec Svätý Michal, která však byla na přelomu 15. a 16. století zcela zničena a opuštěna. Do Trianonské smlouvy byla obec součástí Uherska, poté byla součástí Československa. V roce 1938 zde žilo 980 obyvatel. V důsledku první vídeňské arbitráže byla obec v letech 1938 až 1945 součástí Maďarska.  V letech 1945 až 1992 byla obec opět součástí Československa.